# Ursula Braun-Moser
Ursula Braun-Moser (n. 25 mai 1937, Frankfurt am Main, Germania Nazistă – d. 2 mai 2022, Bad Vilbel, Hessa, Germania) a fost o politiciană germană. Membră a Uniunii Creștin Democrate din Germania, Alternativa pentru Germania și, mai târziu, a Reformatorilor Liberali Conservatori, ea a fost deputată în Parlamentul European din 1984 până în 1989 și din nou din 1990 până în 1994.  Ea a murit în Bad Vilbel pe 2 mai 2022, la vârsta de 84 de ani. 